# Rio Bătrâna (Bâlta)
O Rio Bătrâna é um rio da Romênia afluente do Rio Bâlta, localizado no distrito de Gorj.